# Guido Weijers
Guido Peter Paul Weijers (Boxmeer, 30 juli 1977) is een Nederlands cabaretier.

## Biografie
Weijers studeerde aan de NHTV in Breda. Hij begon zijn studie Vrijetijdsmanagement in 1996 en studeerde af in 2001.
In 2000 won hij de publieksprijs op het Camerettenfestival. Zijn eerste voorstelling Oxymoron (2001-2003) speelde hij meer dan 350 keer, waaronder in het Concertgebouw Amsterdam, het Oude Luxor en De Kleine Komedie, maar ook op festivals zoals Lowlands, de Uitmarkt en internationaal in Dubai en Noorwegen. De VARA zond deze voorstelling in 2004 uit (herhaald in 2005) en Universal Benelux bracht de eerste dvd van Weijers uit.
Zijn tweede voorstelling Myosotis! (2003-2005) maakte Weijers bekender: hij speelde in grote zalen en de landelijke pers was goeddeels positief. Zo was Weijers te zien bij onder andere RTL Boulevard en Barend & Van Dorp. Myosotis is de wetenschappelijke naam voor de bloem vergeet-mij-nietje. Alle bezoekers kregen na afloop van de voorstelling een zakje zaadjes van dit plantje mee. Tussendoor (juni 2005) speelde hij de improvisatievoorstelling Chaos met Guido. In oktober 2005 tekende hij een contract voor drie jaar bij SBS6 (tot december 2008). In november 2005 verscheen Myosotis op dvd (Universal) en op televisie (SBS6).
Van december 2005 t/m december 2007 toerde Weijers met zijn derde voorstelling Xipnao! langs de theaters. Weijers behoort sinds deze tournee tot de bestverkopende cabaretiers van Nederland. In december 2007 verscheen Xipnao! op dvd (Universal) en werd op 25 januari 2008 uitgezonden bij SBS6 op televisie.
Begin januari 2009 begon Weijers aan zijn nieuwe tournee: Axestos. Dit programma werd uitgezonden op Nederland 1 bij de KRO op 14 januari 2012 en herhaald op 20 januari 2013.
In 2020 heeft Guido Weijers voor RTL 4 het jaar afgesloten met De Oudejaarsconference. In 2023 start zijn nieuwste reguliere voorstelling, genaamd Momentum.

## Masterclass Geluk
Sinds 2017 tourt Weijers ook met een andere show door Nederland: de Masterclass Geluk. De bedoeling was dat hij eenmalig met deze show in kleine zalen door Nederland te zien zou zijn, maar vanwege succes begint hij in 2019 aan een derde Geluks-tour. Guido Weijers schuift mindfulness,
klankschaaltherapie en zelfhulpboeken aan de kant en benadert het onderwerp vanuit een wetenschappelijke hoek. Speciaal voor deze voorstelling volgde hij masterclasses over de grondslagen en het rendement van geluk aan de Erasmus Universiteit te Rotterdam, deed hij zelfstudies en ging hij op onderzoek in Bhutan naar het Bruto Nationaal Geluk. De Masterclass Geluk is dus géén cabaret, maar er mag wel gelachen worden. Hij onderbouwt zijn onderwerp niet met grappen, maar met wetenschap.

## De Oudejaarsconference
Speciaal voor SBS6 verzorgde Weijers in 2006 voor het eerst De Oudejaarsconference. Op verzoek van de zender verzorgde Weijers daarna nog 4 keer de oudejaarsconference. 
Na een jaar afwezigheid op Oudejaarsavond maakte hij in 2012 De Oudejaarsconference voor de KRO. Dat jaar werd deze uitgezonden op 30 december 2011, omdat de VARA het timeslot claimt op Oudejaarsavond.
In 2014 stapte hij over naar RTL 4 en maakte De Oudejaarsconference voor 2014, 2017 en 2018.
In 2017 werd zijn Oudejaarsconference voor de eerste keer live uitgezonden. In 2020 heeft Guido Weijers voor de 10e keer De Oudejaarsconference gespeeld. 

## Gabbers
In 2016 kwamen Weijers, Roué Verveer, Philippe Geubels en Jandino Asporaat bij elkaar om samen een comedyshow te maken met de naam Gabbers. De shows in de Ziggo Dome waren een groot succes, waardoor de vier heren definitief aan de formatie Gabbers begonnen. Na een succesvolle tweede editie in 2017 gaf Guido Weijers te kennen ermee te willen stoppen. Ook Philippe Geubels en Jandino Asporaat stopten dat jaar. Roué Verveer ging in 2018 verder met drie verse Gabbers.

## Andere bezigheden
In 2017 bracht Guido het Boekje waar je blij van wordt uit samen met Anderz - een onderdeel van van Duuren Media. Een boekje waarin hij de wetenschappelijke kant van geluk beschrijft. Het boekje bleek succesvol en was in 2023 toe aan zijn 16e druk. 
Het lied Als we gaan, dan gaan we met z'n allen, dat hij schreef in zijn studententijd in Breda, wordt regelmatig door NAC-supporters aangeheven in het stadion, en Weijers zong het lied ooit ook live in het stadion. De melodie van het nummer komt van het rocknummer Sevenler Ağlarmış van Haluk Levent.
Tussen 14 en 22 november 2009 verbleef Weijers, samen met 3FM-dj Giel Beelen en zangeres Dennis, in Uruzgan. Hij werkte mee aan het radioprogramma van Beelen en UruzganFM van de Wereldomroep. Ook speelde hij voor de Nederlandse troepen een aantal try-outs van De Oudejaarsconference 2009.
Begin 2010 was Weijers te zien in de Brabantse dramaserie Wolfseinde.
Vanaf 4 december 2011 had hij een eigen programma bij de KRO op Nederland 3 onder de titel Weijers Ontweekt!.
In 2023 deed Weijers mee aan de Videoland-editie van het televisieprogramma De Verraders, waarin hij als verrader als eerste werd verbannen. Hij deed ook mee aan The Masked Singer (seizoen 5, 2023) als stinkdier. In 2024 deed Weijers mee aan het televisieprogramma De Pappenheimers.

## Cabaretprogramma's
- 2001-2003: Oxymoron
- 2003-2005: Myosotis!
- 2005: Chaos met Guido
- 2006: De Oudejaarsconference 2006
- 2005-2007: Xipnao!
- 2007: De Oudejaarsconference 2007
- 2008: De Oudejaarsconference 2008
- 2009-2011: Axestos
- 2009: De Oudejaarsconference 2009
- 2010: De Oudejaarsconference 2010
- 2012: De Oudejaarsconference 2012
- 2013-2015: V
- 2014: De Oudejaarsconference 2014
- 2016: Gabbers - Live in Ziggo Dome (met Jandino Asporaat, Roué Verveer en Philippe Geubels)
- 2017: Gabbers 2 - Live in Ziggo Dome (met Jandino Asporaat en Philippe Geubels)
- 2017: Masterclass Geluk
- 2017: De Oudejaarsconference 2017
- 2018: Reprise: Masterclass Geluk
- 2018: De Oudejaarsconference 2018
- 2019: Reprise: Masterclass Geluk
- 2020: De Oudejaarsconference 2020
- 2021: Buitenspelen zonder jas
- 2022: De Oudejaarsconference 2022
- 2024: Momentum

## Muziek

### Singles
| Naam                     | Jaar | Bijzonderheden  |
| ------------------------ | ---- | --------------- |
| Geld maakt niet gelukkig | 2010 | met Ashley Ruis |